# Reinado Nacional del Turismo
El Reinado Nacional del Turismo es un evento que se realiza en la ciudad de Girardot, en el departamento de Cundinamarca, en Colombia. Tiene como finalidad elegir una soberana, quien trabajará para impulsar el turismo en la región. La celebración de este evento es tradicional.
El evento se lleva a cabo durante las fiestas principales de la ciudad, en el mes de octubre, con gran afluencia de público. La ciudad se llena de visitantes de diferentes regiones del país, porque las candidatas traen sus colonias y barras para que las apoyen en la ceremonia de elección de la reina.
Durante las fiestas se llevan a cabo diversas actividades, como regatas por el río Magdalena, paseos de las candidatas en lanchas, cabalgatas, fiestas en el Camellón del Comercio.

## Historia

### Fundación
Este certamen, nació en 1969. por iniciativa de personajes entre los que estaban el reconocido periodista de viajes Héctor Mora Pedraza, incluye en su programación desfiles náutico y de carrozas, así como la presentación de espectáculos musicales, entre otras actividades.

## Candidatas al Reinado Nacional del Turismo 2022
Para el año 2020 se presentaron 17 candidatas en la versión número 51 del Reinado Nacional del Turismo que se llevó a cabo en el municipio de Girardot - Cundinamarca.
| Departamento o municipio       | Candidata                        |
| ------------------------------ | -------------------------------- |
| Atlántico                      | Eliana Paola Jiménez Bayona      |
| Bogotá, D. C.                  | María Clara Cañavera Ibañez      |
| Bolívar                        | Viviana Sandrid Díaz Montes      |
| Buenaventura (Valle del Cauca) | Joan Lizeth Bedoya Cuero         |
| Caldas                         | Edna Alejandra Castaño Rodríguez |
| Cartagena de Indias            | Angelica Blanco Balseiro         |
| Cesar                          | Jissel Emith Carcamo España      |
| Cúcuta A.M.                    | Julieth Paola Rodríguez Romero   |
| Cundinamarca                   | Angie Catherine Peña Beltrán     |
| Huila                          | Verónica Alejandra Rivas Leiva   |
| Norte de Santander             | Yuliana Cecilia Tibaquira Gélvez |
| Putumayo                       | Brenda Brigitte Bedoya Bedoya    |
| Risaralda                      | Valentina Muñoz Arias            |
| Quindío                        | Paola Andrea Zapata Graciano     |
| San Andrés y Providencia       | Marvelis Yesel Watson Bello      |
| Santiago de Cali               | Anyi Leonela Rivas Mosquera      |
| Valle del Cauca                | Catalina Díaz Cruz               |